# Cylapus tenuicornis
Cylapus tenuicornis är en insektsart som först beskrevs av Thomas Say 1832.  Cylapus tenuicornis ingår i släktet Cylapus och familjen ängsskinnbaggar. Inga underarter finns listade i Catalogue of Life.